# The Swell Season – Die Liebesgeschichte nach Once
The Swell Season – Die Liebesgeschichte nach Once (Originaltitel The Swell Season) ist ein US-amerikanischer Dokumentarfilm aus dem Jahr 2011.

## Handlung
Nach dem Erfolg des irischen Films Once und einem Oscar Gewinn gelangen Glen Hansard und Markéta Irglová zu plötzlichem Welterfolg. Während Hansard das Touren gewöhnt ist, ist diese Erfahrung für Irglová eine völlig neue. Sie fühlt sich nicht als Prominente und unwohl durch die ständige Aufmerksamkeit und die vielen Fotos. Die Beziehung der beiden droht zu zerbrechen.

## Hintergrund
Als die Band The Swell Season nach dem Erfolg des Films Once auf Tour ging, bat Hansard seinen Filmlehrer Carlo Mirabella-Davis, die Tour zu dokumentieren. Die Dokumentation wurde in den Jahren von 2007 bis 2010 von Carlo Mirabella-Davis und seinen Co-Regisseuren Chris Dapkins und Nick August-Perna gedreht. Ursprünglich sollte der Dokumentarfilm eine klassische Musikdokumentation werden. Das änderte sich jedoch, als die Regisseure bei Hansards Eltern drehten. Der Film wurde nun eher zu einer Dokumentation, die die Last der Träume und die allmähliche Auflösung einer romantischen Beziehung dokumentiert. Während der Dreharbeiten endete die Beziehung von Hansard und Irglova. Der Film wurde in Schwarz Weiß gedreht und zeigt die Protagonisten Glen Hansard und Markéta Irglová bei ihrer Tour und zu Hause. Er wurde aus über 200 Stunden Filmmaterial zusammengeschnitten.

## Kritik
Kevin Huber von Filmstarts findet, dass der Film für Zuschauer, die den Film Once kennen, interessant und sehenswert sei. Er sei ein hervorragendes Bonusmaterial für die Once DVD, jedoch funktioniere er als eigenständiger Dokumentarfilm „über Glen Hansard und Markéta Irglová, ihre Musik und ihre Liebe nur bedingt“. Auch Lisa Kennedy von The Denver Post, glaubt, dass die Macher des Films davon ausgegangen seien, dass die Zuschauer Once kennen würden. Das perfekte Publikum seien Kenner des Films, die außerdem von Markéta Irglovás Dankesrede fasziniert seien.
Carsten Knox von The Coast meint, dass der Film unverzichtbar für Fans der Musik sei, sowie einen erstaunlich intimen Einblick auf die Konsequenzen unerwarteter Berühmtheit bieten würde.
Sasha Stone von Awards Daily glaubt, dass The Swell Season – Die Liebesgeschichte nach Once ein herausragender Film sei, der seiner Meinung nach eine Oscar-Nominierung verdiene.
The Stanford Daily beschreibt den Film als eine „schmerzlich ehrliche Liebesgeschichte in einem außergewöhnlichen musikalischen Kontext“. Auch Brian Tucker von Star News Online glaubt, dass The Swell Season – Die Liebesgeschichte nach Once eine der besseren Dokumentationen sei, da sie so offen und ehrlich sei. Sie zeige die Verliebtheit und den Druck, nach jahrelanger Arbeit Erfolg zu haben.

## Veröffentlichungen
2011 prämierte The Swell Season – Die Liebesgeschichte nach Once auf dem Tribeca Film Festival. Es folgten viele weitere internationale Aufführungen. In Deutschland wurde der Film 2012 auf DVD herausgebracht. Er wurde sowohl einzeln auf DVD veröffentlicht, als auch gemeinsam mit dem Film Once in einer Collectors Edition. Weitere Veröffentlichungen erfolgten in Spanien, der Schweiz, Österreich (StudioCanal), Australien (Icon), Korea (Jin Jin) und Kanada (Mongrel).